# پنجره‌های بخارگرفته
«پنجره‌های بخارگرفته» (به انگلیسی: Steamy Windows) ترانه‌ای است از تینا ترنر که تونی جو وایت آن را سروده‌است. این ترانه در سال ۱۹۸۹ و در قالب یکی از تک‌آهنگ‌های آلبوم رابطهٔ خارجی منتشر شد.
ترانه از زبان زنی روایت می‌شود که روی صندلی عقب یک ماشین پارک شده در جاده‌ای فرعی، با عشقش خلوت کرده‌است. عبارت «پنجره‌های بخارگرفته» اشاره به حرارتی دارد که عشق‌بازی آن‌ها داخل ماشین ایجاد کرده‌است.
«پنجره‌های بخارگرفته» در مراسم جوایز گرمی سال ۱۹۹۰، نامزد دریافت گرَمی در رشتهٔ بهترین خوانندهٔ زن راک بود.

## موزیک ویدئو
ویدئوی «پنجره‌های بخارگرفته» را اندی موراهان کارگردانی کرده‌است. در این ویدئو ترنر (برخلاف پوشش معمولش در آن سال‌ها) با یک گردنبند مروارید کلاسیک، یک لباس اسلیپ سفید و یک جفت کفش پاشنه‌بلند دیده می‌شود. گیل رابینسون دز لس آنجلس تایمز ضمن ستایش ویدئو از لحاظ توجه به مُد، سادگی بصری آن را آزمونی برای سنجش توانایی ترنر در صحنه‌گردانی، بدون استفاده از لباس‌ها و تزئینات مطلوب تماشاگران دههٔ هشتادی دانسته‌است.

## نظر منتقدان
بیل کارپنتر در آل‌میوزیک از «پنجره‌های بخارگرفته» باعنوان «دست و پنجه نرم‌کردن ترنر با موسیقی راک» یاد کرده‌است. مارک میلان در وبسایت دیلی ولت «پنجره‌های بخارگرفته» را یکی از سکسی‌ترین لحظه‌های تینا ترنر در تمام ضبط‌هایش دانسته‌است. یکی از منتقدان مجلهٔ پیپل در نقدی بر آلبوم رابطهٔ خارجی، «پنجره‌های بخارگرفته» را یک فانک راک واگیردار دانسته و این پرسش را مطرح کرده که چرا یک زن ۴۹ ساله باید راجع به عشق‌بازی در صندلی عقب ماشین آواز بخواند.

## موقعیت در جدول‌های فروش
| چارت (۱۹۸۹–۱۹۹۰)               | بالاترین جایگاه |
| ------------------------------ | --------------- |
| جدول‌های ای‌آرآی‌ای استرالیا      | ۳۴              |
| او۳ تاپ ۴۰ اتریش               | ۱۸              |
| اولتراتاپ بلژیک (فلاندرز)      | ۵               |
| تک‌آهنگ‌های مجلهٔ پی‌آرام کانادا   | ۲۵              |
| ۱۰۰ تک‌آهنگ داغ اروپایی         | ۳۱              |
| جدول تک‌آهنگ‌های ایرلند          | ۷               |
| ۱۰۰ تک‌آهنگ برتر هلند           | ۱۶              |
| انجمن صنعت ضبط نیوزیلند        | ۳۰              |
| جدول موسیقی سوئیس              | ۱۴              |
| آفیشال چارتس بریتانیا          | ۱۳              |
| بیلبورد هات ۱۰۰                | ۳۹              |
| ترانه‌های دنس کلاب مجلهٔ بیلبورد | ۳۳              |
| جدول تک‌آهنگ‌های آلمان غربی      | ۲۹              |

## افراد مشارکت‌کننده
- تینا ترنر - آواز
- تونی جو وایت - گیتار الکتریک، سازدهنی و سینث‌سایزر
- دن هارتمن - پیانو و ارگ هموند
- ادی مارتینز - گیتار ریتم
- نیل تیلور - گیتار
- گری بارناکل - ساکسوفون
- جف بوآ - سازهای خانوادهٔ هورن
- کارمین روخاس - گیتار بیس
- جی. تی لوئیز - درامز